# 二古信号場
二古信号場（ふたごしんごうじょう）は、秋田県由利本荘市岩城二古にある、東日本旅客鉄道（JR東日本）羽越本線の信号場である。1976年までは旅客乗降の取扱もしていた。

## 歴史
- 1962年（昭和37年）9月27日：開設[1]。
- 1976年（昭和51年）：旅客乗降取扱廃止[1]。
- 1987年（昭和62年）4月1日：国鉄分割民営化により、JR東日本の信号場となる。

## 構造
羽後亀田駅より岩城みなと駅方向に約4.6kmにある2線の信号場。
本線・副本線とも双方向に出発信号機を備えた一線スルー構造となっている。

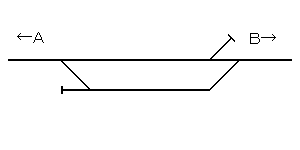
構内配線図（A:岩城みなと、B:羽後亀田）

## 周辺
信号場の西側は約100mで日本海となる。また信号場の東側は集落である。東側すぐ横には国道7号が平行している。
- 由利本荘市立岩城中学校
- 鴻池メディカル 秋田営業所（滅菌センター）
- 清光院
- 羽後交通「岩城中学校入口」停留所

## 隣の施設
東日本旅客鉄道（JR東日本）
■羽越本線
羽後亀田駅 - 二古信号場 - 岩城みなと駅